# Y-chromosoom
Het Y-chromosoom is een van de twee geslachtschromosomen in veel theriaanse zoogdieren waaronder de mens. Er zijn nog een aantal andere organismen waarbij er een chromosoom Y is genoemd, waaronder het fruitvliegje, maar deze hebben een andere evolutionaire oorsprong. Als iemand naast het noodzakelijke X-chromosoom ook een Y-chromosoom heeft, is diegene in de regel van het mannelijk geslacht met bij de mens de notatie van het karyotype 46,XY.
Het Y-chromosoom speelt bij veel dieren een belangrijke rol bij de geslachtsbepaling, maar is slecht geconserveerd. Het hoofd-regulatorgen voor geslachtsbepaling varieert dan ook bij veel soorten. Bij de mens speelt het SRY-gen een belangrijke rol. Gezien de geringe omvang van het chromosoom - het X-chromosoom is veel groter dan het Y-chromosoom - lijkt het Y-chromosoom een degeneratie van het X-chromosoom. De matige kwaliteit van menselijk sperma in vergelijking met andere zoogdieren en de afname van het aantal genen op dit chromosoom van zo'n 1500 300 miljoen jaar geleden naar zo'n 50 is wel als aanwijzing dat gezien het menselijke Y-chromosoom over 10 miljoen jaar niet meer zou bestaan. Zoogdieren als Tokudaia osimensis, Tokudaia tokunoshimensis en Ellobius lutescens hebben geen Y-chromosoom meer.
Terwijl het X-chromosoom in 1890 werd ontdekt door Hermann Henking, duurde het tot 1905 voordat het Y-geslachtschromosoom werd ontdekt door Nettie Stevens en Edmund Beecher Wilson, onafhankelijk van elkaar.

## Mens
De mens heeft over het algemeen 23 paar chromosomen: 22 paar autosomen en een paar geslachtschromosomen. Anders dan bij de autosomen, waarbij de paren identiek zijn, kan de andere helft van het chromosomenpaar naast een ander X-chromosoom ook een Y-chromosoom zijn. Als iemand één X-chromosoom en één Y-chromosoom heeft, wel weergegeven met 46,XY, is deze meestal van het mannelijk geslacht. Een vrouw heeft twee X-chromosomen met de notatie 46,XX. In beide notaties slaat de 46 op het totale aantal chromosomen.
Het Y-chromosoom is een kort chromosoom waarop zich maar weinig erfelijke informatie bevindt. Het speelt echter wel een cruciale rol in de ontwikkeling van het embryo. Het SRY-gen op het Y-chromosoom speelt als regulatorgen een belangrijke rol bij de ontwikkeling van testikels die mannelijke hormonen produceren en zodoende mannelijke geslachtskenmerken ontwikkelen. Daar zijn echter nog vele andere genen bij betrokken die zich niet op de geslachtschromosomen bevinden.
Hoewel het chromosoom belangrijk is voor de geslachtsbepaling, is het ongegrond aangewezen als de oorsprong van mannelijke eigenschappen en zo ten onrechte symbool van mannelijkheid geworden, zoals testosteron dat onterecht was geworden bij de hormonen. Affaires als rond het XYY-syndroom versterkten dit.:84-85:68-69
Het Y-chromosoom wordt bij mannen gevonden, maar ook bij intersekse personen, mensen met zowel mannelijke als vrouwelijke geslachtskenmerken.

### Vaderschapstest
Omdat het Y-chromosoom altijd van de vader afkomstig is, moet het Y-chromosoom van een zoon voor bijna 100% lijken op het Y-chromosoom van de vader, afgezien van kleine veranderingen, mutaties, waardoor de gelijkenis niet helemaal 100% is. Hierdoor is het Y-chromosoom dus geschikt om te testen wie de biologische vader is van een mannelijk kind. Ook over meerdere generaties blijft het Y-chromosoom met uitzondering van de kleine mutaties ongeveer gelijk en zo kan dus ook in meerdere generaties de overerving worden onderzocht of in grote bevolkingsgroepen naar een gemeenschappelijke mannelijke voorouder worden gezocht. Binnen de Joodse groep Kohanim is zo de waarschijnlijkheid van een gemeenschappelijke voorvader vastgesteld, Y-chromosomale Aaron en ook van de gehele wereldbevolking is een Y-chromosomale Adam vastgesteld. De Leuvense geneticus prof. Maarten Larmuseau vergeleek het Y-chromosoom tussen mannen met eenzelfde voorvader om de historische koekoeksgraad of de graad aan koekoekskinderen, kinderen van wie de biologische vader niet de juridische vader blijkt te zijn, te berekenen. Dit onderzoek wees uit dat deze graad gemiddeld 1% per generatie is gebleven over de laatste eeuwen.

## DNA-samenstelling
In 2022 werd het Y-chromosoom, afkomstig van één man, ontrafeld. Het Y-chromosoom bestaat uit 62 miljoen stukjes, om precies te zijn 62.460.029 basenparen van DNA. Het chromosoom heeft een complexe structuur, met veel herhalingen, waardoor het moeilijk was om het in kaart te brengen. Het Y-chromosoom was het laatste stukje van het volledige menselijke genoom dat nog in kaart gebracht moest worden.
Het DNA op chromosomen bevat de code voor eiwitten, dat worden genen genoemd. Het Y-chromosoom bevat ongeveer 100 coderingen voor eiwitten. Het X-chromosoom bevat er 900.

## Overerving
De meeste chromosomen zijn in de cellen in tweevoud - als paren - aanwezig. Het X- en het Y-chromosoom vormen de een uitzondering. Een vrouw heeft twee X-chromosomen, een man heeft een X- en een Y-chromosoom.
De gameten - de cellen waaruit na samensmelting een embryo kan ontstaan - bevatten geen chromosomenparen, maar slechts enkele chromosomen. De gameten bevatten dus hetzij een Y-chromosoom, hetzij een X-chromosoom. De zaadcel van de vader bevat of een X-chromosoom of een Y-chromosoom, terwijl de eicellen van de moeder een X-chromosoom bevat. Bij de versmelting heeft de bevruchte eicel ofwel twee X-chromosomen ofwel een enkele X-chromosoom en een enkel Y-chromosoom. Het geslacht van het toekomstig kind is een meisje in het eerste geval (dat heeft dan twee X-chromosomen - XX), in het tweede geval (XY) een jongetje.
Het Y-chromosoom in alle mannen is afkomstig van één voorouder, die waarschijnlijk rond 300.000 jaar geleden heeft geleefd.

## Afwijkingen
Er bestaan veel X-gebonden erfelijke aandoeningen. Dit zijn aandoeningen waarvan de genen op het X-chromosoom liggen. Vaak komen deze ziektes alleen tot uiting in mannen, omdat mannen maar een enkel X-chromosoom hebben en dus niet kunnen profiteren van de X-inactivatie. Dit verkleint bij vrouwen de kans dat de ziekte zich ontwikkelt of in veel minder heftige mate. Hemofilie A, het syndroom van Lesch-Nyhan, rood/groen-kleurblindheid en de ziekte van Duchenne zijn voorbeelden van X-gebonden afwijkingen.
Er bestaan ook enkele Y-gebonden erfelijke aandoeningen. Een ervan is het syndroom van Swyer, waarbij het SRY-gen ontbreekt (46,XY,SRY-). Hierdoor zal het kind, ondanks de aanwezigheid van een Y-chromosoom, vrouwelijke geslachtsorganen ontwikkelen.